# Rolando Coimbra
Rolando Coimbra Aguilera (ur. 25 lutego 1960 w Montero) – boliwijski piłkarz grający na pozycji obrońcy. Uczestnik Copa America 1983 (3 mecze) i Copa America 1987 (2 mecze).